# Casablanca Records
Casablanca Records – amerykańska wytwórnia płytowa wchodząca w skład Universal Music Group i mająca swoją siedzibę w Nowym Jorku. Założycielami firmy w roku 1973 byli Neil Bogart, Larry Harris oraz Cecil Holmes.

## Historia
Wytwórnia została założona w 1973 przez byłego dyrektora Buddah Records Neila Bogarta, który nazwał wytwórnię na cześć filmu Casablanca. Wytwórnia została utworzona po opuszczeniu Buddah i zabezpieczona finansowo przez Warner Bros. Records. W 1976 r. wytwórnia połączyła się z firmą filmów niezależnych Filmworks dowodzoną przez założyciela Petera Gubera by utworzyć Casablanca Record and FilmWorks, Inc., którego przebojami była Głębia i Midnight Express.
W 1977 roku PolyGram przejął połowę udziałów Casablanki za 15 milionów dolarów; W 1980 roku zakupił pozostałą połowę. W 1980 roku jedna z kontrahentek - Donna Summer przeniosła się do innej wytwórni, ponieważ ona i Casablanca nie umieli dojść do porozumienia w sprawie jej przyszłości muzycznej. W tym samym roku, PolyGram wyrzucił Bogarta z Casablanki za przekroczenie budżetu i nieregularności w rozliczeniach. Oddział filmowy został oddzielony od wytwórni i nazwany Polygram Pictures. We wczesnych latach 80., kiedy Bogart nie był już głową firmy, Casablanca współpracowała z Lipps Inc., Stephanie Mills, Cameo i z Irene Cara, lecz nie odnieśli tak dużego sukcesu jak w latach 70.
W 1999 r. PolyGram  został zakupiony przez Seagram, a następnie połączył się z wytwórnią MCA Records, aby utworzyć Universal Music Group. W 2000 roku Casablanca została wznowiona na wspólne przedsiębiorstwo Universal Music Group i Tommy’ego Mottoli. Na łamach tygodnika Billboard, Matolla powiedział, że wybrał nazwę jako hołd oryginalnej wytwórni, ale nowa wytwórnia nic nie ma wspólnego ze starą. Casablanca jest obecnie elektroniczną firmą pod nazwą Republic Records, na czele z GM, Brettem Alperowitzem.

## Aktualni artyści
- Adiam
- Alma
- Broiler
- C2C
- Chase & Status
- Crystal Castles
- Felix Jaehn
- Giorgio Moroder
- Grace Mitchell
- Hayden James
- Imanos
- Kato
- Kavinsky
- Keljet
- Kungs
- Martin Solveig
- MIKA
- Møme
- Neiked
- Nicole Millar
- Phantoms
- Rebel
- Scissor Sisters
- SG Lewis
- Sigala
- Sonny Alven
- St. Albion
- STéLOUSE
- Stromae
- Sub Focus
- TheFatRat
- Thomas Azier
- Tiësto
- Tigerlily
- Vigiland

## Wcześniejsi artyści
- 7th Wonder
- Bill Amesbury
- Angel (1975–1980)
- Animotion (1986)
- Brooklyn Dreams (1977–1980)
- Pattie Brooks
- Cindy Bullens (1979)
- Cameo (1977–1982)
- Captain & Tennille (1979–1980)
- Irene Cara
- Cher (1979–1981)
- Alec R. Costandinos (1977–1978)
- Peter Criss (1980–1982)
- Rodney Dangerfield
- Mac Davis (1980–1982)
- Teri DeSario (1978–1980)
- Dr. Hook (1980–1982)
- Fanny (1974)
- The Four Tops (1981–1982)
- Hudson Brothers (1974)
- Paul Jabara (1977–1979)
- Patrick Juvet (1978)
- Roberta Kelly (1976–1978)
- Kickin'
- Kiss (1973–1982)
- Brie Larson (2004–2006)
- D.C. LaRue (1979–1981)
- Lipps Inc (1980–1983)
- Lindsay Lohan (2004–2006)
- David London
- Love & Kisses
- Mantra (1981)
- Meco (1981)
- Buddy Miles (1975–1980)
- Stephanie Mills (1983–1984)
- Giorgio Moroder
- Wade Nichols (1979)
- Peter Noone
- Tony Orlando (1979–1982)
- Parlet
- Parliament
- People’s Choice (1980)
- Platypus
- Player (1980)
- The Ritchie Family
- Santa Esmeralda
- Larry Santos
- Harvey Scales
- Gloria Scott
- Michael Sembello
- Skatt Brothers (1979–1980)
- Space
- Dusty Springfield (1982)
- Stallion
- Donna Summer (1975–1980)
- Sunshine (1978)
- The Sylvers (1978–1979)
- Edmund Sylvers
- T. Rex (1974)
- Village People (1977–1980)
- Tony Joe White (1980)
- Robin Williams (1979)